# Mpimbwe (Distrikt)
Mpimbwe ist ein Distrikt der Region Katavi. Der Distrikt grenzt im Norden an die Distrikte Nsimbo und Mlele, im Osten an die Region Mbeya und im Südwesten an die Region Rukwa.

## Geographie
Der Distrikt hat eine Größe von 7705 Quadratkilometer und 215.438 Einwohner (Volkszählung 2022). Das Land liegt zwischen 1000 und 1250 Meter über dem Meer und ist Teil des trockenen Hochlandes im Osten der Region Katavi. Es gibt eine Trockenzeit von Mitte Mai bis Mitte November und eine Regenzeit mit weniger als 1000 Millimeter Niederschlag. Die Temperatur liegt zwischen 18 und 30 Grad Celsius, die heißeste Zeit ist von August bis Januar.

## Geschichte
Der Distrikt entstand im Jahr 2017 durch Teilung des Distriktes Mlele.

## Verwaltungsgliederung
Mpimbwe wird in neun Bezirke (Wards) untergliedert:
- Mamba
- Kasansa
- Majimoto
- Mwamapuli
- Chamalendi
- Kibaoni
- Usevya
- Ikuba
- Mbede

## Bevölkerung
Die größte Ethnie im Distrikt sind die Sukuma (60 Prozent), außerdem leben Wapimbwe und Wafipa in Mpimbwe.

## Einrichtungen und Dienstleistungen
- Bildung: Für die Bildung der Jugend stehen 29 Grundschulen und vier weiterführende Schulen zur Verfügung (Stand 2019).[5] Im Jahr 2014 kamen in der Grundschule auf einen Lehrer 40 Schüler.[6]
- Gesundheit: Im Distrikt gibt es vierzehn Gesundheitszentren (Stand 2019).[5]
- Wasser: Im Jahr 2012 hatten 42 Prozent der Bevölkerung Zugang zu sauberem und sicherem Wasser.[7]

| - Landwirtschaft: Rund 95 Prozent der Bevölkerung leben von der Landwirtschaft. In kleinen Bauernhöfen werden hauptsächlich Maniok, Reis und Mais für den Eigenbedarf angebaut. Erdnüsse, Reis und Mais werden auch verkauft. Neben dem Ackerbau halten viele Bauern Haustiere, vor allem Rinder und Geflügel, aber auch Ziegen und Schafe. - Straßen: Im Distrikt gibt es 200 Kilometer Distriktstraßen und 500 Kilometer Gemeindestraßen. Etwa zwei Fünftel der Straßen sind das ganze Jahr befahrbar (Stand 2017). | Hier fehlt eine Grafik, die leider im Moment aus technischen Gründen nicht angezeigt werden kann. Wir arbeiten daran! |

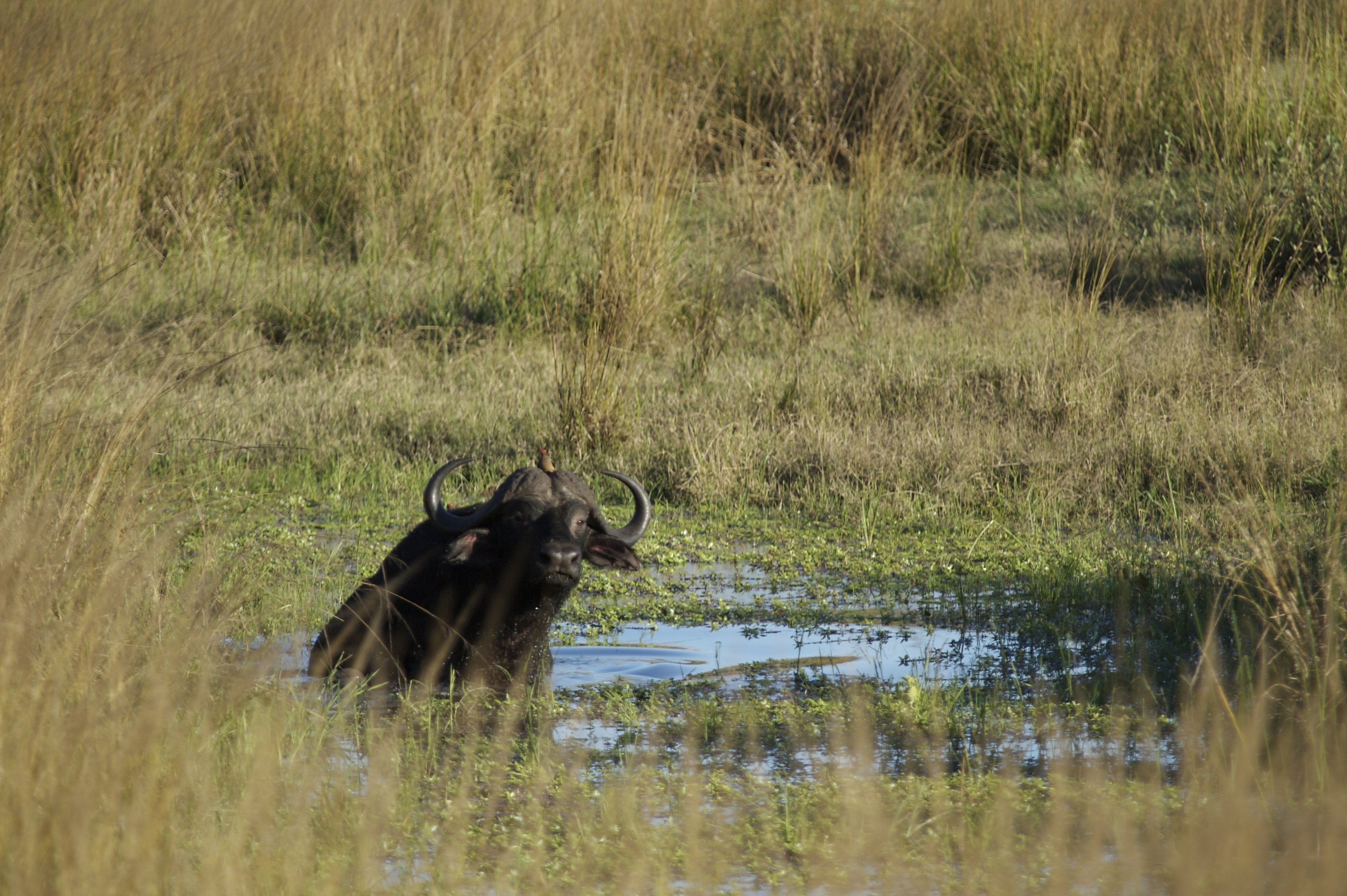
Büffel im Katavi-Nationalpark

## Sehenswürdigkeiten
Katavi-Nationalpark: Mpimbwe hat Anteil am Katavi-Nationalpark, der besonders in der Trockenzeit eine hohe Dichte von großen Säugetieren an den wenigen Wasserstellen hat.